# Сан-Веллі (Пенсільванія)
Сан-Веллі (англ. Sun Valley) — переписна місцевість (CDP) в США, в окрузі Монро штату Пенсільванія. Населення — 2414 особи (2020).

## Географія
Сан-Веллі розташований за координатами 40°58′49″ пн. ш. 75°27′59″ зх. д. / 40.98028° пн. ш. 75.46639° зх. д. (40.980372, -75.466480).  За даними Бюро перепису населення США в 2010 році переписна місцевість мала площу 7,47 км², з яких 7,44 км² — суходіл та 0,03 км² — водойми.

## Демографія
Згідно з переписом 2010 року, у переписній місцевості мешкало 2399 осіб у 853 домогосподарствах у складі 622 родин. Густота населення становила 321 особа/км².  Було 1028 помешкань (138/км²).
Расовий склад населення:
| - 84,7 % — білих - 8,2 % — чорних або афроамериканців - 0,5 % — азіатів - 0,2 % — корінних американців - 3,4 % — осіб інших рас |

До двох чи більше рас належало 2,9 %. Частка іспаномовних становила 10,7 % від усіх жителів.
За віковим діапазоном населення розподілялося таким чином: 26,1 % — особи молодші 18 років, 63,2 % — особи у віці 18—64 років, 10,7 % — особи у віці 65 років та старші. Медіана віку мешканця становила 39,9 року. На 100 осіб жіночої статі у переписній місцевості припадало 99,9 чоловіків;  на 100 жінок у віці від 18 років та старших — 101,7 чоловіків також старших 18 років.
Середній дохід на одне домашнє господарство  становив 69 754 долари США (медіана — 61 821), а середній дохід на одну сім'ю — 76 235 доларів (медіана — 71 676). За межею бідності перебувало 4,4 % осіб, у тому числі 1,6 % дітей у віці до 18 років та 0,0 % осіб у віці 65 років та старших.
Цивільне працевлаштоване населення становило 1205 осіб. Основні галузі зайнятості: роздрібна торгівля — 21,6 %, освіта, охорона здоров'я та соціальна допомога — 19,4 %, мистецтво, розваги та відпочинок — 14,5 %.